# Andrási Ede
Andrási Ede (Vác, 1887. október 31. – Nagyvárad, 1953. április 1.) magyar dal- és zeneszerző, zenepedagógus.

## Életútja
1918-ban szerzett konzervatóriumi képesítést, 1941-ben egyházkarnagyi és hegedűtanári oklevelet Budapesten. Zenepedagógus. Nagyszalontán és Nagyváradon tanított. Az 1930-as években a Nagyvárad gyermekrovatát vezette. Alkalmi versei, novellái itt és az Erdélyi Lapokban jelentek meg. Dalokat, kórusműveket, operetteket szerzett. A maga korában sikert elért szerzeményei közül megemlíthető: Záróra a Vitriol kávéházban (operett Kálmán Andor szövegére, 1920); Nyugati álom (operett saját szövegére, 1921); Barcarole (dal, saját szövegével, nyomtatásban, Nagyvárad, 1921).